# Komprador
Die Institution des Komprador (chinesisch: 江摆渡 jīangbăidù, oder 康白度 kāngbăidù oder 買辦
mǎibàn) spielte im 19. Jahrhundert eine wichtige Rolle im Handel Chinas mit dem Westen.

## Geschichte
Seit dem Opiumkrieg waren zwar einige Vertragshäfen für westliche Händler geöffnet, diese konnten aber lange weder in das Landesinnere noch in die komplexen chinesischen Handelsstrukturen eindringen. Hier fungierte der Komprador als Vermittler. Er war das Oberhaupt des chinesischen Personals eines ausländischen Unternehmens (chinesisch yang-hang) und rekrutierte, beaufsichtigte und bezahlte die chinesischen Arbeitskräfte. Er gewann für seine Firma chinesische Kunden, führte die Geschäftsverhandlungen mit ihnen und beurteilte ihre Kreditwürdigkeit. Der Komprador war somit die chinaspezifische Antwort auf das Grundproblem interkulturellen Handels, die Überbrückung von Barrieren wie unterschiedliche Sprache und Schrift sowie unterschiedliche Geschäftspraktiken.
Im 20. Jahrhundert wurde der Komprador zunehmend durch technisch oder kaufmännisch gebildete, chinesische Angestellte ersetzt. Viele Kompradoren konnten ihre Tätigkeit jedoch nutzen, um selbst zu erfolgreichen Geschäftsleuten zu werden.

## Etymologie
Das Wort leitet sich vom portugiesischen Wort comprador (= Käufer) her und verbreitet sich von der portugiesischen Kolonie Macau als Bezeichnung für die chinesischen Mittelsmänner in der benachbarten Provinz Guangdong.

## Bekannte Compradores
- Chang Kia-ngau (Chinesisch:张嘉璈, Pinyin: Zhāng Jiā'áo; 1889–1979)
- Tong King-sing (Chinesisch: 唐景星, Pinyin: Táng Jǐngxīng; 1832–1892)

## Kompradoren-Bourgeoisie
Im Zusammenhang der marxistischen Theorie wurde der Begriff der Kompradoren-Bourgeoisie geprägt, der auch in der lateinamerikanischen Dependenciatheorie Verbreitung fand. Die Kompradorenbourgeoisie fungiert Nicos Poulantzas zufolge „als finanzielles und kommerzielles Gelenk für Operationen des imperialistischen Auslandskapitals“, dem sie direkt unterworfen sei.